# Marcelo Huertas
Marcelo Tieppo Huertas (São Paulo, 25. svibnja 1983.) brazilski je profesionalni košarkaš. Igra na poziciji razigravača, a trenutačno je član španjolskog kluba Caja Laboral.

## Karijera
Karijeru je započeo u brazilskim klubovima Paulistano São Paulo i Pinheirosu. 2004. odlazi u Europu i potpisuje za španjolski DKV Joventut. Nakon dvije sezone provedene u Badaloni, Huertas odlazi na posudbu u Bilbao Berri. U njihovom dresu je konačno proigrao, a prosječno je u španjolskom prvenstvu postizao 14.6 poena, 2.7 skokova, 3.9 asistencija. Iako je nakon posudbe trebao ostati u Bilbaou, Huertas se u posljednji čas predomislio i odlazi u talijansku GMAC Bolognu. S Bolognom je potpisao dvogodišnji (2+1) ugovor s mogućnošću produženja na još jednu godinu. Kako je klub u sezoni 2008./09. ispao u drugu, a kasnije u treću talijansku ligi, Huertas je dobio slobodne ruke u pronalasku novog kluba. 22. kolovoza 2009. potpisao je za Caju Laboral, kao zamjena za Pablu Prigionija.

## Reprezentacija
Bio je član brazilske košarkaške reprezentacije koja je sudjelovala na Svjetskom prvenstvu u Japanu 2006. godine.

## Vanjske poveznice
- Profil  Arhivirana inačica izvorne stranice od 23. travnja 2009. (Wayback Machine) na Lega Basket Serie A
- Profil na Euroleague.net
- Draft Profil na NBA.com
- Profil  Arhivirana inačica izvorne stranice od 12. rujna 2010. (Wayback Machine) na Draftexpress.com